# ラルフ・カミンスキ
ラルフ・カミンスキ（ポーランド語: Ralph Kaminski、本名: ラファウ・スタニスワフ・カミンスキ（Rafał Stanisław Kamiński）、1990年11月8日 - ）は、ポーランド出身のミュージシャン、シンガーソングライター、俳優。

## 概要
ポーランド南東部の町ヤスウォで生まれ育つ。幼少期から音楽や舞台芸術に興味を持ち、11歳の時に声楽を学び始めた。ヤスウォの普通高校を卒業後、ポーランド北部の都市グダンスクのスタニスワフ・モニューシュコ音楽大学ジャズ・ポピュラー音楽学科に入学。2014年に同修士課程を優秀な成績で修了した。2012-13年、ロッテルダム音楽院ポピュラー音楽学部に留学している。
2013年にバンド「マイ・ベスト・バンド・イン・ザ・ワールド」を結成 。2016年にフォノボ・レーベルからデビューアルバム『m o r z e』(海)をリリースした。2019年にセカンドアルバム『MŁODOŚĆ』(青春)をリリース、特に楽曲「Kosmiczne Energie」(宇宙エネルギー)や「2009」は高く評価され、ポーランド・ポピュラー音楽界の新星として人気を博した。2021年にカバーアルバム『KORA』をリリース。翌年、このアルバムで、ポーランド・ポピュラー音楽界の最も栄誉ある賞「フリデリク」（「サング・ポエトリー」部門）を受賞した(「今年のアーティスト」部門でも受賞し、ダブル受賞となった) 。2022年8月、3枚目のアルバム『Bal u Rafała』（ラファウのダンスパーティー）をリリース。同年ポーランド・マクドナルドのCMに出演し、ベジタリアン向けのコラボメニュー「ラルフ・セット」（Spicy Veggie Burger）が期間限定で登場した(自身ベジタリアンを公言している）。
2022年11月からRadio357の番組「DJ Rafał」で毎週ラジオDJを務めており、2023年に「ベスト・ストリーム・アワード(音楽部門)」を受賞した。
2023年12月、映画『クレクス先生のふしぎな学校』(pl:Akademia pana Kleksa 公開日は2024年1月5日)で映画俳優デビュー。Wilkus Ralph役を演じた。
また2024年2月公開のスティーブン・フライ、レナ・ダナム主演映画『トレジャー』(en:Treasure (film))に出演、ポーランド人歌手役で歌声を披露している。

## 人物
家族との結びつきが強く、しばしば楽曲に取り上げている。
母ドロタは教師。舞台芸術への関心の高さに早くから気づき、才能を伸ばすため積極的にサポートしたという。デビュー後も献身的にキャリアを支えてきた。父親は幼い頃に家を出て行った。父親について2ndアルバムの楽曲「Tata」（お父さん）で歌っている。7歳年下の弟ヴィクトルがいる。また母方の祖母クリスティナについて、3rdソロアルバムの楽曲「Krystyna」（クリスティナ）で歌っており、MVを祖母の家で撮影している。母方の祖父ヤン・スクルスキ（Jan Skórski）は伝書鳩レースのチャンピオン。1stアルバムの「Jan」（ヤン）は亡き祖父に捧げられた楽曲。ロック・シンガーのミハウ・シュパク（en:Michał Szpak）は父方のいとこにあたることをテレビのトーク番組で語っている。
母ドロタ、祖母クリスティナ、弟ヴィクトルは楽曲のMVに出演している。